# Monte Bestone
Der Monte Bestone ist ein 917 Meter hoher Berg in der italienischen Region Lombardei, Provinz Brescia.

## Lage
Der Berg liegt im westlichen Teil der Gardaseeberge südlich der Gemeinde Limone sul Garda direkt am Rande des Westufers des Gardasees. Im Norden trennt ihn das tief eingeschnittene Pura-Tal vom Felsmassiv des Monte Preals (886 m). Westlich schließt sich der Dalvra Alta mit einer Höhe von 1082 Meter an. Nach Süden folgt über den Pass Bocchetta Rocca und einem Vorberg der Ortsteil Voltino der Gemeinde Tremosine sul Garda, bis das Bergmassiv zum Valle Brassa abfällt. Am Südosthand es Berges liegen die Ortsteile Bassanga und Ustecchio von Tremosine. Trotz seiner relativ geringen Höhe wird er wegen seiner exponierten Lage und seines felsigen Osthangs als markanter Berg wahrgenommen.

## Zugang

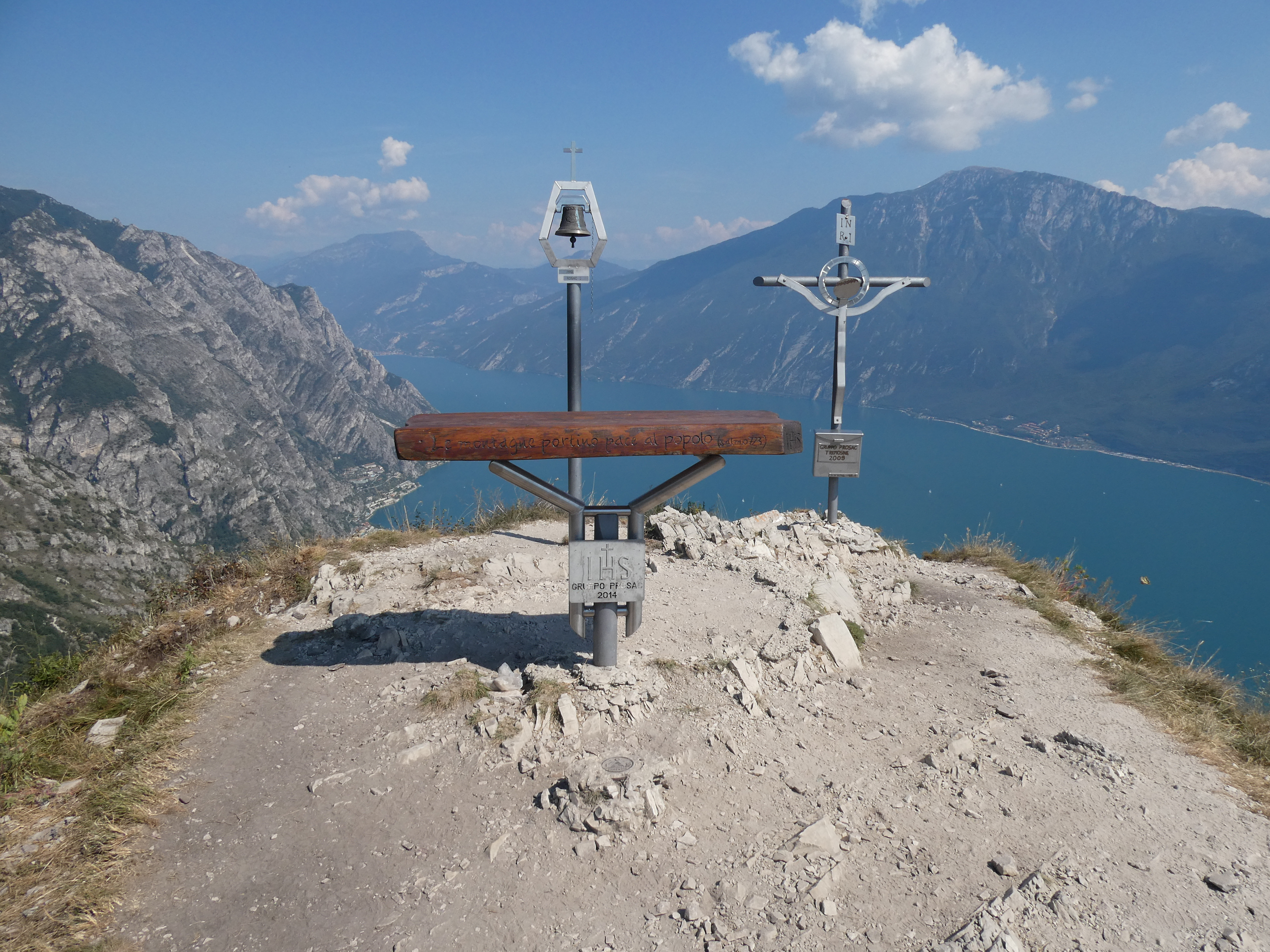
Gipfel

Der kürzeste und einfachste Zugang kann vom Ortsteil Voltino der Gemeinde Tremosine sul Garda innerhalb einer Stunde erfolgen. Am Hotel Le Balze befindet sich dort ein Wanderparkplatz. Der direkte Aufstieg von Limone sul Garda ist wegen des zu überwindenen Höhenunterschieds wesentlich anspruchsvoller. Ein steiler und felsiger Weg führt direkt am Osthang zum Gipfel. Alternativ kann der Aufstieg zunächst durch das Valle Pura erfolgen. Der Gipfel wird dann von der bewaldeten Nordwestseite erreicht. Hier müssen drei Stunden Wegzeit eingeplant werden.
Vom Gipfel hat man eine umfassende Rundsicht auf die umliegenden Gardaseeberge und auf den Gardasee.